# Ugolotto Biancardo
Ugolotto Biancardo (... – febbraio 1408) è stato un condottiero italiano, signore di Casale di Scodosia e Castelbaldo.

## Biografia
Nacque da nobile famiglia parmense, figlio di Antonio e di Caterina Lupi di Soragna. Il suo nome compare per la prima volta in un documento del 3 marzo 1363: in quella data era chierico e ricevette dallo zio Giovanni Lupi, canonico della cattedrale di Padova, un beneficio.
La successiva attestazione, del 5 dicembre 1378, lo mostra ormai completamente impegnato nel mestiere delle armi, allorché, assieme al condottiero Alberico da Barbiano (suo maestro), ratificò nei pressi di Mantova l'assoldamento della compagnia di San Giorgio alla Repubblica di Venezia. Successivamente lo si ritrova in Toscana, sempre con la stessa milizia, dove si impegnava a non attaccare la Repubblica di Firenze insieme allo zio, anch'esso condottiero Bonifacio Lupi, marchese di Soragna.
Nel 1380, al servizio di Francesco I da Carrara, signore di Padova, fu inviato in Friuli dove infuriava la guerra di successione al Patriarcato di Aquileia. Nel 1386, a causa dell'estendersi del conflitto, fu richiamato in Veneto e partecipò alle battaglie di Castelbaldo e Castagnaro.
Dal 1387 metà del suo stipendio venne pagato da Gian Galeazzo Visconti, signore di Milano, in seguito a un accordo con l'alleato padovano.
Nell'ottobre 1387 Verona era caduta e gli Scaligeri sconfitti. I cittadini di Vicenza, per non subire l'occupazione padovana, preferirono darsi al Biancardo quale rappresentante del Visconti. Il condottiero accettò, incurante delle proteste del Carrarese che invocava i patti sulla divisione dei domini ex scaligeri. Ne seguì, come prevedibile, un conflitto in cui combatté contro il suo antico signore, partecipando alla presa di Padova del 1388. Poco dopo, su invito di Jacopo dal Verme capo dell'esercito visconteo, prese possesso di Treviso e qui venne perdonato da Francesco da Carrara.
Nel 1389, essendosi acuite le tensioni tra Milano e Firenze, fu inviato in Romagna, ma venne richiamato già l'anno successivo in quanto Padova si era sollevata cacciando gli occupanti viscontei. Prima però passò per Verona, anch'essa ribellatasi sull'esempio della città euganea, la riconquistò il 26 giugno e lasciò che le proprie milizie la saccheggiassero (vennero fermate su intervento di Caterina Visconti). 
Si rivolse poi a Padova ma non riuscì a domarla, anzi subì alcune sconfitte nel contado circostante. Attestatosi nel Bolognese tra la fine del 1390 e l'inizio del 1391, fu successivamente richiamato a Verona per tornare ad operare contro i Padovani. Alla morte dello zio Bonifacio Lupi, ne eredita le insegne con diritto di usarle nelle sue attività militari.
Nel frattempo divenne capitano generale di Gian Galeazzo con Jacopo dal Verme.
Negli anni successivi abbandonò la lotta contro i Carraresi e, sempre al servizio del Visconti, combatté altrove: nel 1391 era nell'Alessandrino, dove contribuì alla disfatta di Giovanni III d'Armagnac, mentre nel 1397 era impegnato contro Francesco I Gonzaga, subendo la sconfitta di Governolo.
In base al testamento di Gian Galeazzo, redatto nello stesso 1397, fu chiamato a far parte del consiglio di reggenza per il figlio Giovanni Maria. Nel periodo 1397-1403, inoltre, ricoprì le cariche di capitano e poi generale maresciallo di Verona, al fine di difenderla da una nuova minaccia dei Carraresi che presto si concretizzò in una nuova guerra. Questa volta l'esito gli fu nefasto: il 10 aprile 1404 Francesco Novello da Carrara occupò Verona e il Biancardo, chiusosi nella Cittadella, dovette arrendersi il 27 aprile. Stessa sorte subì Bartolomeo Gonzaga, con lui inviato a difesa della città.
Trascorse quindi un periodo di ritiro a Parma, sua città di origine, ma già nell'estate 1404 fu coinvolto negli scontri per il possesso del castello di Madregolo. Nello stesso 1404 fu assoldato dai Veneziani, tuttavia già prima della fine dell'anno risulta tornato a Madregolo. È attestato nel Parmense anche negli anni successivi e qui, profondamente malato, il 18 febbraio 1408 fece testamento e morì entro il 23 febbraio. Nel 1421 il suo castello di Madregolo fu demolito, temendo che potesse usufruirne qualche rivoltoso.
Fu un uomo di cultura: amico di Antonio Loschi, discusse col Marzagaia di lettere dichiarandosi ammiratore di Apuleio. Non si sposò, ma ebbe quattro figlie naturali legittimate: Giovanna, Caterina, Agnese e Palma.